# Équipe du Canada de hockey sur glace à la Coupe Spengler 2010
 (janvier 2025).
L'Équipe du Canada de hockey sur glace termine à la deuxième place de la Coupe Spengler 2010.

## Contexte
La Coupe Spengler 2010 est disputée entre le 26 décembre 2010 et le 31 décembre 2010 à Davos en Suisse. L'édition 2010 comprend outre l'équipe canadienne, le HC Davos et le Genève-Servette HC de Suisse, le HC Sparta Prague de la République tchèque, le HK Spartak Moscou et le SKA Saint-Pétersbourg de Russie.

## Alignement

### Joueurs
| Numéro | Nom                 | Position  | Date de naissance | Équipe            | PJ | B | A | Pts | Pun | Participation |
| ------ | ------------------- | --------- | ----------------- | ----------------- | -- | - | - | --- | --- | ------------- |
| 7      | Popovic, Mark       | Défenseur | 11 octobre 1982   | HC Lugano         | 5  | 0 | 0 | 0   | 2   | 1re           |
| 8      | Kwiatkowski, Joel   | Défenseur | 22 mars 1977      | CP Berne          | 5  | 0 | 2 | 2   | 14  | 1re           |
| 9      | Pittis, Domenic     | Attaquant | 1er octobre 1974  | ZSC Lions         | 5  | 1 | 2 | 3   | 4   | 1re           |
| 10     | Aubin, Serge        | Attaquant | 15 février 1975   | Fribourg-Gottéron | 5  | 0 | 1 | 1   | 0   | 4e            |
| 12     | Pelletier, Pascal   | Attaquant | 16 juin 1983      | SC Langnau Tigers | 5  | 1 | 0 | 1   | 2   | 1re           |
| 15     | McLean, Brett       | Attaquant | 14 août 1978      | CP Berne          | 5  | 1 | 4 | 5   | 4   | 2e            |
| 16     | Westcott, Duvie     | Défenseur | 30 octobre 1977   | ZSC Lions         | 5  | 0 | 0 | 0   | 2   | 1re           |
| 19     | Landry, Éric        | Défenseur | 20 janvier 1975   | HC Ambri-Piotta   | 5  | 1 | 0 | 1   | 2   | 1re           |
| 21     | Murphy, Cory        | Défenseur | 13 février 1978   | ZSC Lions         | 5  | 0 | 4 | 4   | 4   | 1re           |
| 24     | Vigier, Jean-Pierre | Attaquant | 11 septembre 1976 | CP Berne          | 5  | 2 | 1 | 3   | 4   | 4e            |
| 25     | DuPont, Micki       | Défenseur | 15 avril 1980     | Kloten Flyers     | 5  | 3 | 2 | 5   | 8   | 3e            |
| 26     | Brooks, Brendan     | Attaquant | 26 novembre 1978  | SC Langnau Tigers | 5  | 0 | 1 | 1   | 2   | 2e            |
| 27     | Holden, Josh        | Attaquant | 18 janvier 1980   | EV Zoug           | 5  | 3 | 0 | 3   | 4   | 1re           |
| 28     | Bell, Mark          | Attaquant | 5 août 1980       | Kloten Flyers     | 5  | 1 | 0 | 1   | 2   | 2e            |
| 36     | Bell, Brendan       | Défenseur | 31 mars 1983      | HC Bienne         | 5  | 1 | 1 | 2   | 0   | 1re           |
| 37     | Brown, Curtis       | Attaquant | 12 février 1976   | HC Bienne         | 5  | 0 | 0 | 0   | 0   | 2e            |
| 41     | Murphy, Curtis      | Défenseur | 3 décembre 1975   | SC Langnau Tigers | 5  | 0 | 0 | 0   | 2   | 3e            |
| 50     | Metropolit, Glen    | Attaquant | 25 juin 1974      | EV Zoug           | 5  | 1 | 4 | 5   | 4   | 1re           |
| 61     | Down, Blaine        | Attaquant | 16 juillet 1982   | ZSC Lions         | 5  | 0 | 1 | 1   | 2   | 2e            |
| 62     | Lehoux, Yanick      | Attaquant | 8 avril 1982      | HC Ambri-Piotta   | 5  | 2 | 1 | 3   | 2   | 1re           |
| 73     | Iggulden, Mike      | Attaquant | 9 novembre 1982   | SC Langnau Tigers | 5  | 0 | 1 | 1   | 0   | 1re           |
| 75     | Kariya, Martin      | Attaquant | 5 octobre 1981    | HC Ambri-Piotta   | 5  | 1 | 0 | 1   | 0   | 1re           |
| 77     | Roche, Travis       | Défenseur | 31 mars 1983      | CP Berne          | 5  | 1 | 1 | 2   | 2   | 2e            |

### Gardiens de but
| Numéro | Nom                      | Date de naissance | Équipe            | PJ | V | D | Min | BC | Moy  | Bl | A | Pts | Pun | Participation |
| ------ | ------------------------ | ----------------- | ----------------- | -- | - | - | --- | -- | ---- | -- | - | --- | --- | ------------- |
| 29     | Moss, Tyler              | 29 juin 1975      | SC Langnau Tigers | -  | - | - | -   | -  | -    | -  | - | -   | -   | 1re           |
| 38     | Drouin-Deslauriers, Jeff | 15 mai 1984       | -                 | 5  | 3 | 2 | 300 | 11 | 2,20 | 1  | 0 | 0   | 0   | 1re           |

### Entraîneurs
| Poste                | Nom           | Équipe              |
| -------------------- | ------------- | ------------------- |
| Entraîneur-chef      | Messier, Mark | Rangers de New York |
| Assistant entraîneur | Moores, Bill  | Oilers d'Edmonton   |
| Assistant entraîneur | Shedden, Doug | EV Zoug             |

## Résultat
- Classement final au terme du tournoi[2] :  Médaille d'argent
- Jordan Eberle et Alex Pietrangelo sont nommés sur l'équipe d'étoiles du tournoi[3]
- Jordan Eberle est nommé meilleur attaquant ainsi que joueur le plus utile à son équipe lors du tournoi – MVP tandis qu'Alex Pietrangelo est nommé meilleur défenseur[4]
- Gabriel Bourque égala le record de points (7) en une partie de l'équipe canadienne, rejoignant Dave Andreychuk et Mike Cammalleri[5].